# C64 Direct-to-TV

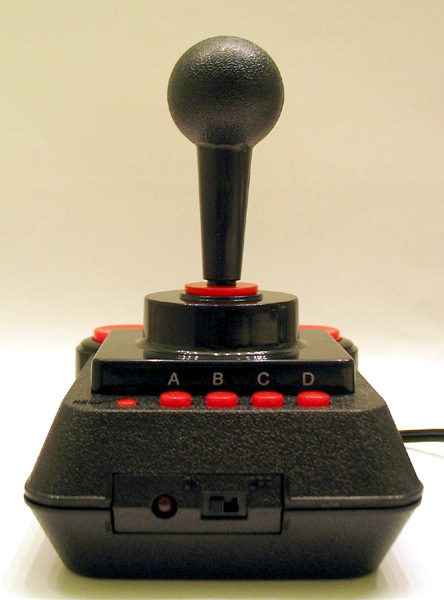
C64 Direct-to-TV

C64 Direct-to-TV, zkráceně C64DTV je malá implementace herní konzole Commodore 64 se zabudovaným joystickem a 30 hrami. Konstrukce je podobná jako u Atari Classics 10-in-1 TV game, schéma navrhla návrhářka počítačových čipů Jeri Ellsworth, která původně navrhla počítač C-One.
Společnost Tulip Computers (která získala práva na značku Commodore v roce 1997) poskytla práva Ironstone Partners, kteří spolupracovali s DC Studios, Mammoth Toys a The Toy:Lobster Company v oblasti vývoje a marketingu jednotky. Celou první výrobní sérii o 250.000 kusech zakoupila společnost QVC a 70.000 z nich prodala hned první den prodeje.

## Verze
Existuje několik verzí C64DTV. DTV1 (pro televizi typu NTSC) je dodávaný s 2 MB ROM. Ten se poprvé objevil na konci roku 2004 pro americký / kanadský trh. DTV2 (někdy nazývaný C64D2TV) je revidovanou verzí pro evropské a světové trhy (pro televize typu PAL) a objevil se koncem roku 2005. ROM byla v těchto zařízeních nahrazena flash pamětí. Bohužel verze DTV2/PAL trpí výrobní chybou, která má za následek špatnou barvu vykreslování. V DTV3 byl problém s blitterem opraven. Jinou variantou je DTV Radio Shack „Hummer off-road Racing Challenge Video Game“.

## Hardware
- Hlavní obvod

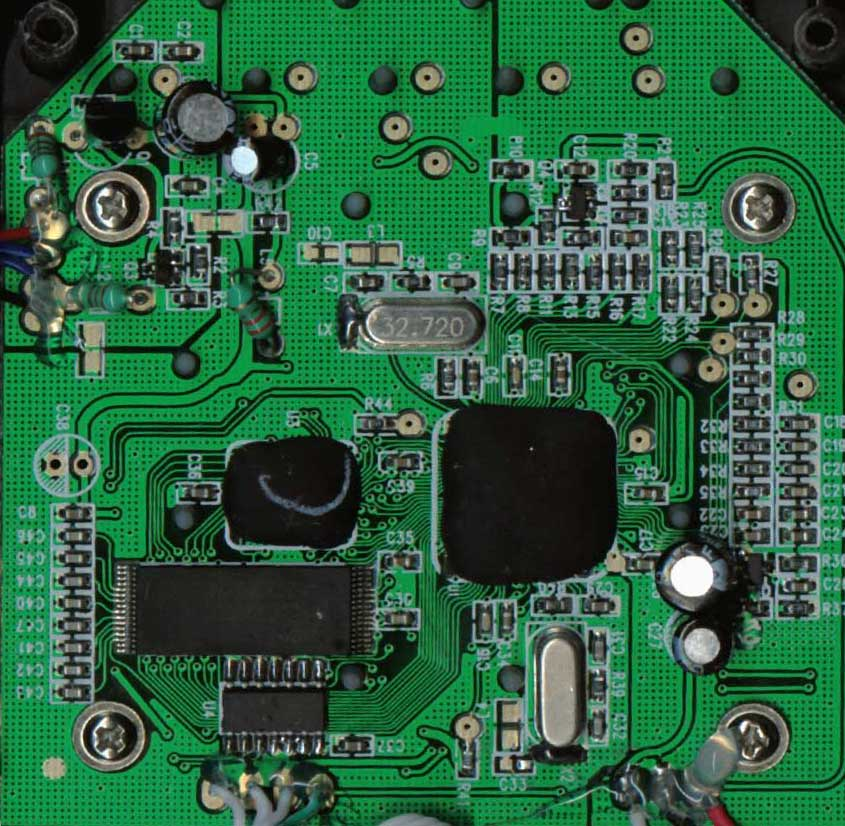
Základní deska C64 Direct-to-TV

  - ASIC běžící interně na 32 MHz, emulující 6510, VIC-II, SID, CIA a PLA.
- Zapouzdření/konektory
  - Integrován s joystickem (jako kdyby byl připojen k portu 2 u reálného C64)
  - dalších pět tlačítek
  - běží pouze z baterií (čtyři AA baterie)
  - Kompozitní video, monaurální audio (RCA konektory)
  - Vypadá podobně jako Competition Pro joystick
- Grafika
  - NTSC (DTV2 a později NTSC / PAL čip)
  - reprogramovatelná paleta se 4 bity jasu a 4 bity pro barvu
  - DTV2 a pozdější: „Chuncky“ 256 barevný režim, další blitter pro rychlou transformaci obrazu
- Zvuk
  - Neobsahuje žádnou podporu pro SID filtry
  - DTV2 a pozdější: 8bitový digitální zvuk
- Paměť
  - DTV1: 128 KB RAM, 2 MB ROM
  - DTV2 a pozdější: 2 MB RAM, 2 MB flash paměti
  - DMA engine pro převody paměti RAM/RAM a ROM/RAM
  - DTV2 a pozdější: dodatečný RAM přístup prostřednictvím přepínání zásobníků a pomocí blitteru.
- Procesor
  - Emulované 6510 na 1 MHz
  - DTV2 a pozdější: Rozšířené CPU (fast / BURST režim, registry a atd, podpora pro ilegální opkódy z 6510)

## Zabudované hry
Oficiální hry pro jednotky jsou převážně složené z C64 her od Epyxu a Hewsonu. Tento seznam je platný pro NTSC verzi.
- Alleykat
- California Games
- Championship Wrestling
- Cyberdyne Warrior
- Cybernoid
- Cybernoid II
- Eliminator
- Excolon
- Firelord
- Gateway to Apshai
- Head the ball
- Impossible Mission
- Impossible Mission II
- Jumpman Junior
- Marauder
- Maze Mania
- Mission Impossibubble
- Nebulus
- Netherworld
- Paradroid
- Pitstop
- Pitstop 2
- Ranarama
- Speedball
- Summer Games
- Super Cycle
- Sword of Fargoal
- Uridium
- Winter Games
- Zynaps

## Modifikace hardwaru
Vzhledem k tomu, že vnitřní okruh desky má předpřipravené body pro připájení portů pro disketovou mechaniku a klávesnici, jsou změny hardware v C64DTV poměrně jednoduché.
Známé hardware modifikace
- klávesnice, konektor
- vnější joystick (Port 1 a 2)
- konektor pro diskety
- napájecí konektor
- Řešení problému PAL verze s barevnou paletou
- S-Video konektor
- uživatelský port
- Původní pouzdro C64 a PS2 klávesnice [3]

Přídavný hardware
- datový kabel ((paralelní port nebo USB/sériový port přes DTV2ser) na joysticku nebo uživatelském portu)
- rozhraní pro SD karty 1541-III nebo MMC2IEC

## Omezení
Ačkoliv je interní flash paměť připojena jako zařízení 1, software není uzpůsoben pro zápis, takže nejdou například ukládat skóre. Také ostatní paměti flash v zařízení mají pouze omezený počet zápisů.